# Mathias Gravem
Mathias Gravem (Katrineholm, 15 marzo 1976) è un ex calciatore norvegese, di ruolo attaccante.

## Carriera

### Club
Gravem giocò nel Värmbol, prima di trasferirsi al Forward. Nel 1997 fu ingaggiato dal Ljungskile, per poi passare un anno più tardi al Norrköping. Nel 2001, fu messo sotto contratto dal GAIS, dove rimase fino al 2006, anno in cui si accordò con il Qviding. Nel 2007 tornò al Ljungskile, ma nel 2008 passò ancora al Qviding. Chiuse la carriera al Flens Södra, nel 2010.

### Nazionale
Conta una presenza per la Norvegia under 21. Il 21 maggio 1997, infatti, sostituì Odd Arne Espevoll nella sconfitta per 1-3 contro la Danimarca under 21.